# ژولیوس سزار اسکالیگر
ژولیوس سزار اسکالیگر (انگلیسی: Julius Caesar Scaliger؛ ۲۳ آوریل ۱۴۸۴ – ۲۱ اکتبر ۱۵۵۸) یا جولیو سزاره دلا اسکالا یک نویسنده، فیلسوف، و پزشک اهل ایتالیا و پسر بنوآ بوردونی نقاش مینیاتور بود که بیشتر دوران فعالیت خود را در فرانسه سپری کرد. وی خود را از خانواده دلا اسکالا می‌دانست و به همین دلیل نام خانوادگی دلا اسکالا را برای خود برگزیده بود. وی پدر ژوزف ژوست اسکالیژر بود.
جولیو در تمام زمینه‌های علمی شناخت داشت. او بود که وحدت‌های سه‌گانه در تئاتر را به تصویب رساند. ژولیوس سزار اسکالیگر از دوستان نوستراداموس بود. نوستراداموس او را فردی بی‌همتا و یک پلوتارک می‌دانست.

## واژه‌نامه
1. ↑  Benoît Bordoni
2. ↑  Della Scala